# Harry Edwin Wood
| Odkryte planetoidy: 12 | Odkryte planetoidy: 12 |
| ---------------------- | ---------------------- |
| (715) Transvaalia      | 22 kwietnia 1911       |
| (758) Mancunia         | 18 maja 1912           |
| (790) Pretoria         | 16 stycznia 1912       |
| (982) Franklina        | 21 maja 1922           |
| (1032) Pafuri          | 30 maja 1924           |
| (1096) Reunerta        | 21 lipca 1928          |
| (1241) Dysona          | 4 marca 1932           |
| (1305) Pongola         | 19 lipca 1928          |
| (1595) Tanga           | 19 czerwca 1930        |
| (1663) van den Bos     | 4 sierpnia 1926        |
| (2193) Jackson         | 18 maja 1926           |
| (3300) McGlasson       | 10 lipca 1928          |
| 1.                     |                        |

Harry Edwin Wood (ur. 3 lutego 1881 w Manchesterze, zm. 27 lutego 1946) – astronom południowoafrykański.

## Życiorys
Studiował fizykę na Uniwersytecie w Manchesterze. Po ukończeniu studiów pozostał na uczelni, gdzie pracował jako asystent Arthura Schustera. W 1906 roku podjął pracę w Transvaal Meteorological Observatory. W latach 1928–1941 był jego dyrektorem, zastępując na tym stanowisku Roberta Innesa. Jest odkrywcą 12 planetoid.
Był członkiem kilku południowoafrykańskich towarzystw naukowych, otrzymał honorowy doktorat University of the Witwatersrand. 
Planetoida (1660) Wood została nazwana jego nazwiskiem.